# Universidad Federal de Rondonópolis
La Universidad Federal de Rondonópolis (UFR) es una institución de educación superior pública federal, establecida en el 20 de marzo de 2018, por la Ley Federal N.º 13.637. Su sede central está ubicada en Rondonópolis, región sureste del Estado de Mato Grosso. 

## Historia
El 31 de marzo de 1976, se creó el Centro Pedagógico de Rondonópolis. En 1979, con la división del Estado de Mato Grosso, el Centro Pedagógico se integró a la Universidad Federal de Mato Grosso (UFMT).
El 20 de marzo de 2018, se creó la Universidad Federal de Rondonópolis a partir del desmembramiento del campus universitario de Rondonópolis de la Universidad Federal de Mato Grosso, a través de la Ley Federal N.° 13.637, sancionada por el entonces Presidente de la República Michel Temer.
En diciembre de 2019, la profesora Analy Castilho Polizel asumió el cargo de decano pro tempore. En este acto UFR se convierte de iure una universidad federal autónoma con su propio presupuesto. Actualmente, la UFR tiene más de 4300 estudiantes matriculados, alrededor de 300 profesores que han recibido una licitación, aproximadamente 60 suplentes y 90 técnicos administrativos. Asimismo, cuenta con 4 institutos, 19 cursos de pregrado y 6 programas de posgrado a nivel de maestría de stricto sensu, además de desarrollar proyectos de enseñanza, investigación, extensión e innovación.

## Campus
La Universidad Federal de Rondonópolis consta de tres institutos, responsables de gestionar las actividades de enseñanza, investigación y extensión, al igual que las facultades.
- Instituto de Ciencias Humanas y Sociales (ICHS) Creado en 1992 con los departamentos de Ciencias Contables, Educación, Historia y Letras. Imparte las siguientes carreras de pregrado:  Biblioteconomía, Geografía, Historia, Letras (idioma portugués), Letras (idioma inglés), Pedagogía y Psicología.

- Instituto de Ciencias Exactas y Naturales (ICEN) imparte las carreras de pregrado en ciencias biológicas, matemáticas, sistemas de la información y ciencias de la salud: Ciencias biológicas, Matemáticas, Sistemas de información, Enfermería y Medicina.

- Facultad de Ciencias y Políticas Aplicadas (FACAP) Creada mediante resolución CD N.º 17 del 23 de agosto de 2019. Se originó a partir de la separación del Instituto de Ciencias Sociales Humanas. Agrupa las siguientes carreras de pregrado: Administración, Ciencias contables y Ciencias económicas.

- Instituto de Ciencias Agrícolas y Tecnológicas (ICAT) Creado el 12 de diciembre de 2008, mediante la Resolución CD N.º 47 de la Universidad Federal de Mato Grosso. Comprende las carreras de pregrado de Ingeniería Agrícola y Ambiental, Ingeniería Mecánica y Ciencia Animal.

## Áreas académicas

### Pregrado
| Área               | Programas académicos |
| ------------------ | --- |
| Ciencias sociales  | - Administración - Cargo de bibliotecario - Ciencias contables - Ciencias económicas - Historia - Letras - Idioma inglés - Letras - Lengua portuguesa - Pedagogía - Psicología |
| Ciencias naturales | - Ciencias biológicas - Enfermería - Ingeniería agrícola y ambiental - Ingeniería mecánica - Geografía - Medicina - Zootecnia                                                  |
| Ciencias formales  | - Matemáticas - Sistemas de información |

### Posgrado
| Área      | Programas académicos |
| --------- | --- |
| Maestrías | - MBA en Finanzas y Contraloría - MBA en gestión empresarial - MBA en Mercados de Capitales - Educación - Ingeniería agrícola - Geografía - Gestión Ambiental y Tecnología - Matemáticas - Zootecnia |